# Graphocephala atropunctata
Graphocephala atropunctata, comúnmente conocido como el francotirador azul-verde, es un insecto hemíptero endémico de California. Es conocido por transmitir la bacteria fitopatógena Xylella fastidiosa que infecta el xilema de las vides y causa la muerte regresiva, conocida como enfermedad de Pierce . Esto conduce a la pérdida de productividad y al daño económico de los viñedos de California. Aunque la bacteria y su daño a las uvas se conocían en el estado desde al menos 1900, este nuevo insecto vector se desconocía aquí hasta 1997. De repente, este vector mucho más efectivo aumentó en gran medida el impacto de X. f. y en 1999 solo el sur de California estaba sufriendo pérdidas de más de US$ 6 millones.